# St. Joseph (Ludwigshafen-Rheingönheim)

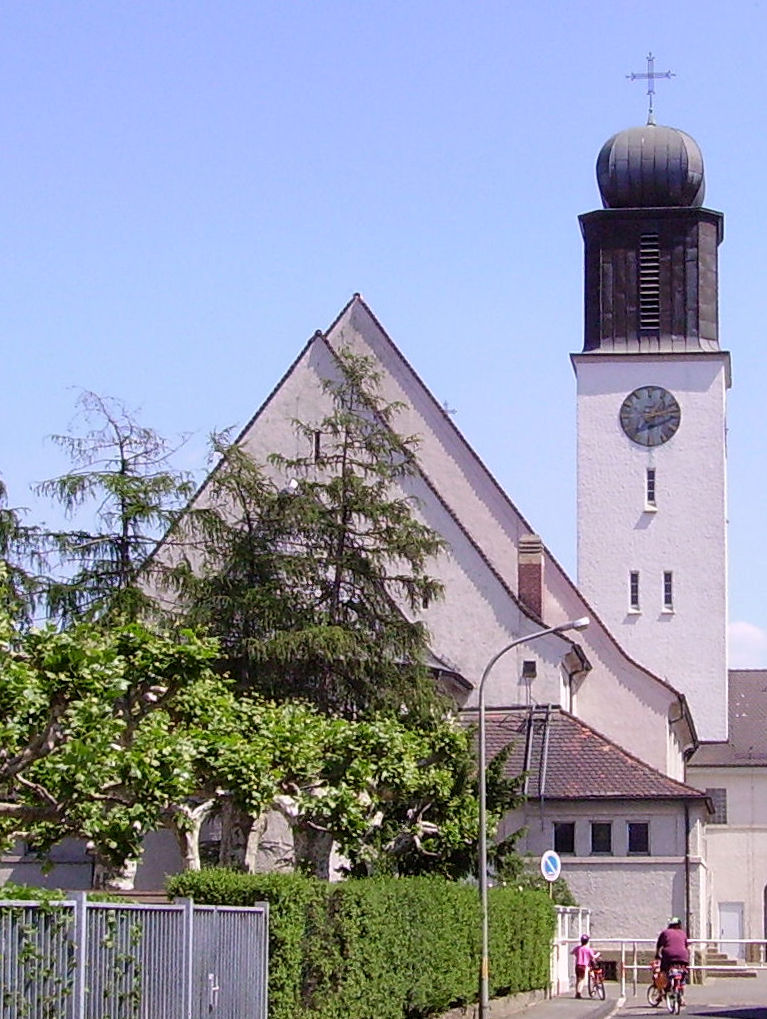
St.-Joseph-Kirche

Die St.-Joseph-Kirche ist eine katholische Kirche im Ludwigshafener Stadtteil Rheingönheim. Sie wurde zwischen 1914 und 1915 nach den Plänen von Albert Boßlet erbaut.

## Geschichte
Rheingönheim wurde 831 erstmals im Goldenen Buch der Abtei Prüm erwähnt. Die St. Sixtus geweihte Kirche wird erstmals 1204 genannt, als Rheingönheim aus der Mutterpfarrei Altrip herausgetrennt wurde. 1556 führten die Herren von Hirschhorn die Reformation ein, womit die erste katholische Pfarrei erlosch. Nachdem Rheingönheim zur Kurpfalz gelangte, wurde die Kirche im Ort ab 1699 simultan genutzt. Die Rheingönheimer Katholiken erhielten wieder eine eigene Pfarrei, die St.-Gallus-Pfarrei. 1793 besetzten französische Revolutionstruppen die Pfalz, womit die Geschichte der zweiten Pfarrei endete. Ab 1821 wurden die Katholiken vom Pfarrer der Mundenheimer St.-Sebastian-Kirche betreut. Die Rheingönheimer Kirche wurde weiterhin simultan genutzt, bis die Evangelischen die Katholiken 1890 ausbezahlten. Im Jahr darauf wurde ein Grundstück gekauft und bis 1893 eine Notkirche erstellt, in der Kapläne aus Mundenheim den Gottesdienst hielten.
1893 wurde die St.-Joseph-Pfarrei errichtet. Im Mai 1914 begann der Bau der St.-Joseph-Kirche nach den Plänen von Albert Boßlet, im November desselben Jahres konnte das Richtfest gefeiert werden und am 6. Dezember 1915 wurde die Kirche vom Speyerer Bischof Michael von Faulhaber geweiht. Durch die Explosion des Oppauer Stickstoffwerkes wurde die Kirche 1921 beschädigt. Im Zweiten Weltkrieg stürzte nach einem Fliegerangriff 1944 das Kirchengewölbe ein. Kurz darauf wurde der Turm zerstört. Bis 1952 wurde die Kirche wiederaufgebaut, leitender Architekt war erneut Albert Boßlet. Die Innenrenovierung folgte bis 1955. 1968 wurde die St.-Joseph-Kirche außen renoviert und eine Turmuhr eingebaut. 1986 wurde der Innenraum restauriert. Heute bildet die St.-Joseph-Gemeinde mit der Maudacher St.-Michael-Gemeinde eine Pfarreiengemeinschaft.

## Beschreibung

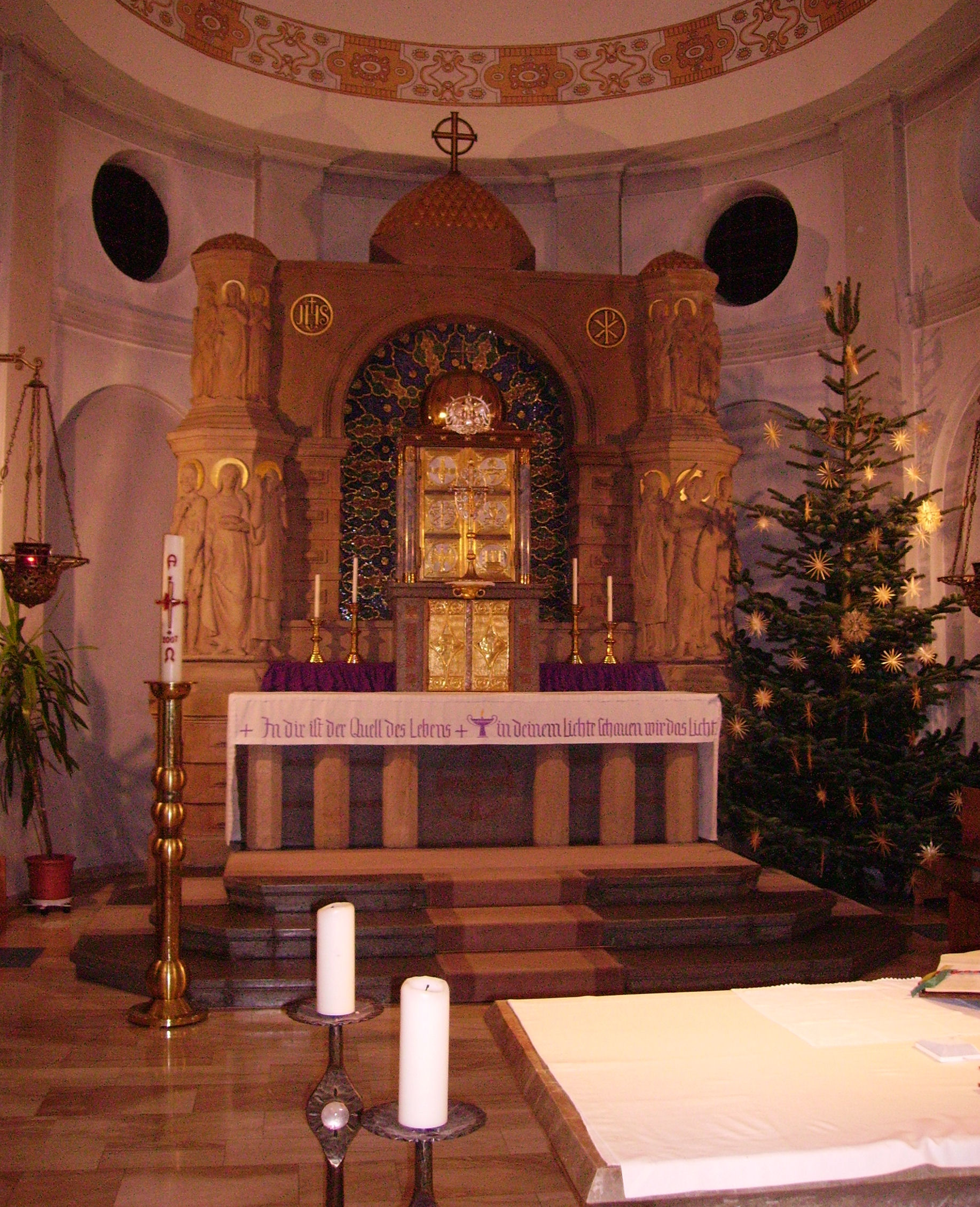
Hochaltar
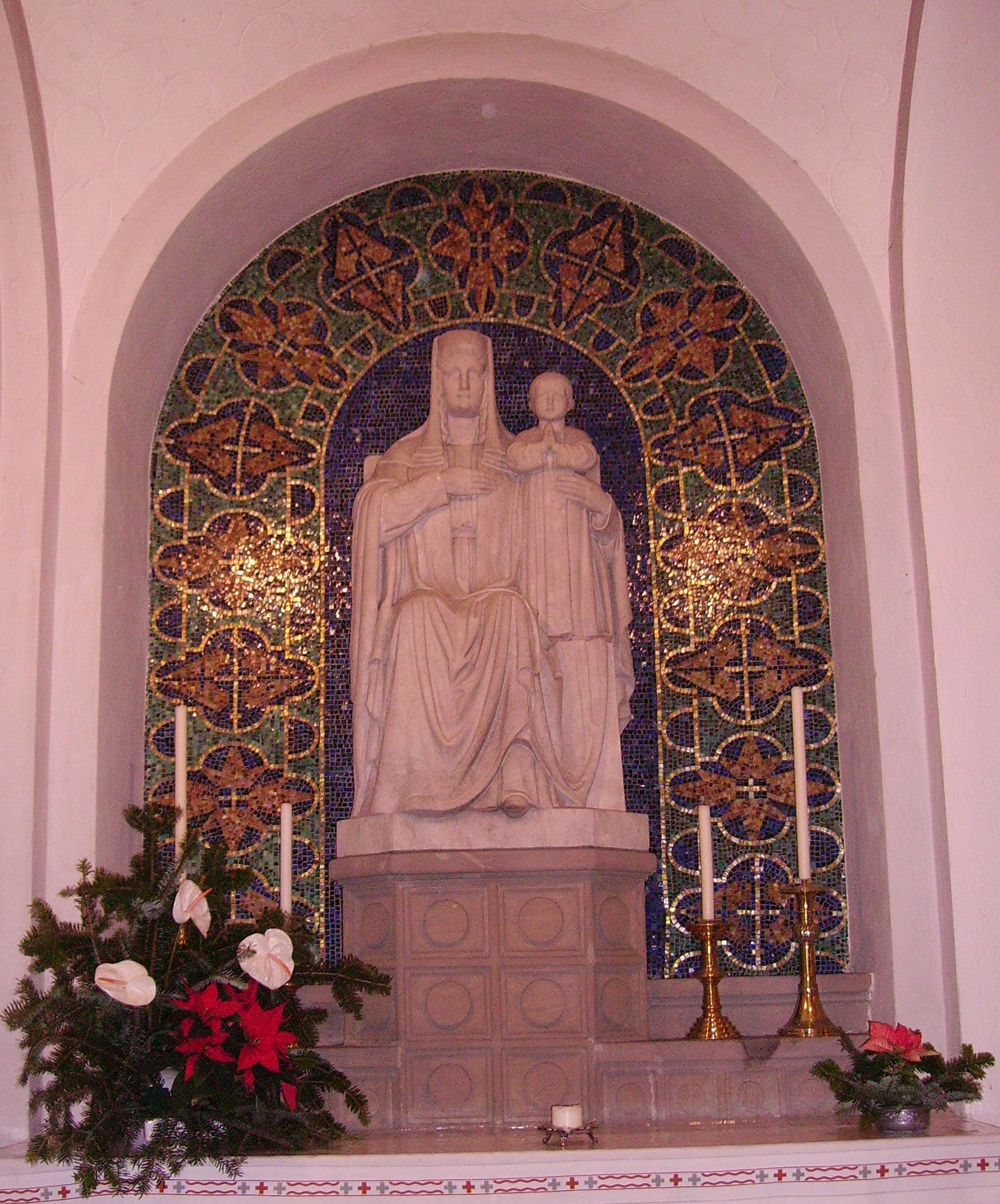
Marienaltar
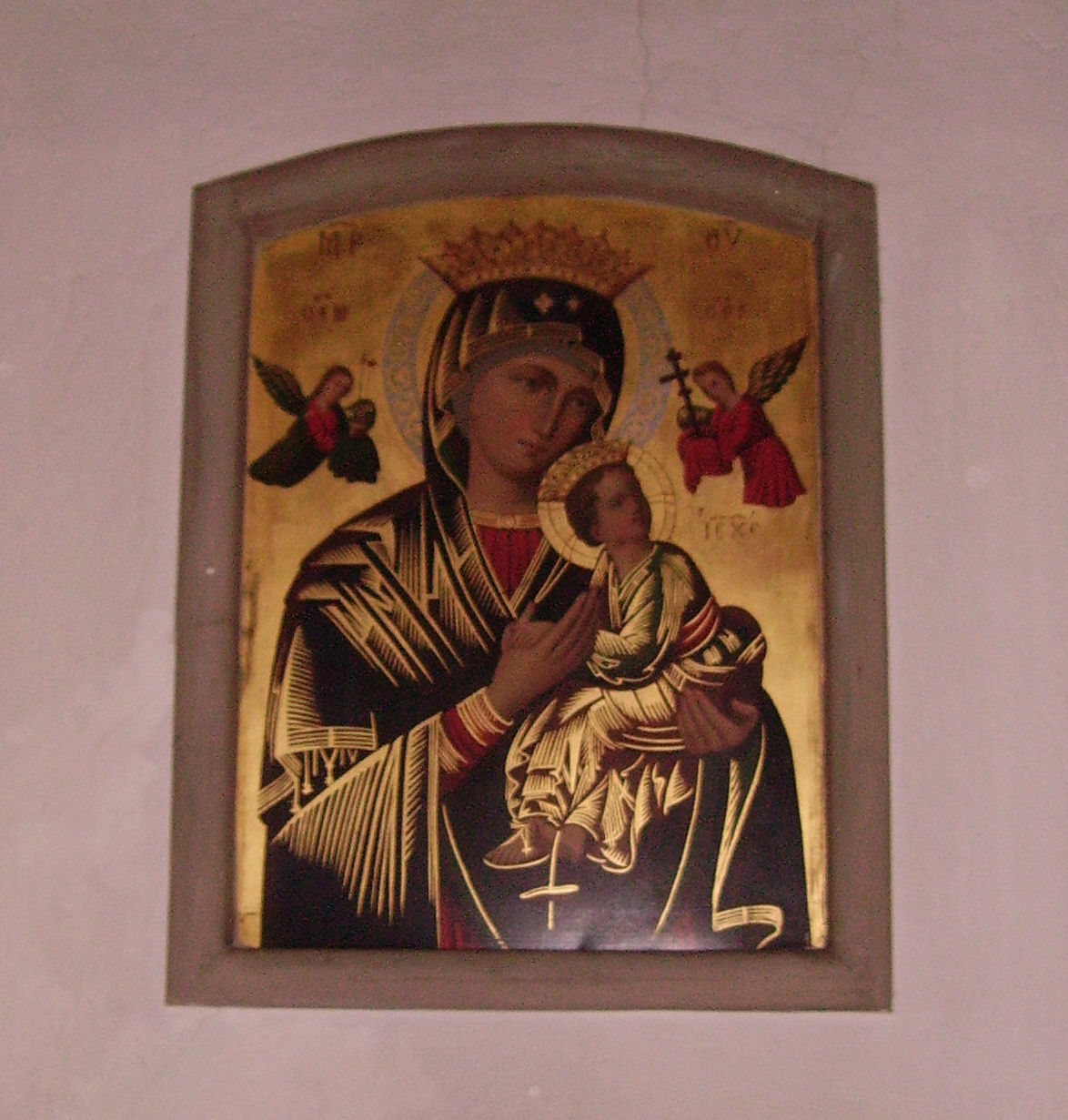
Madonna-Bildnis

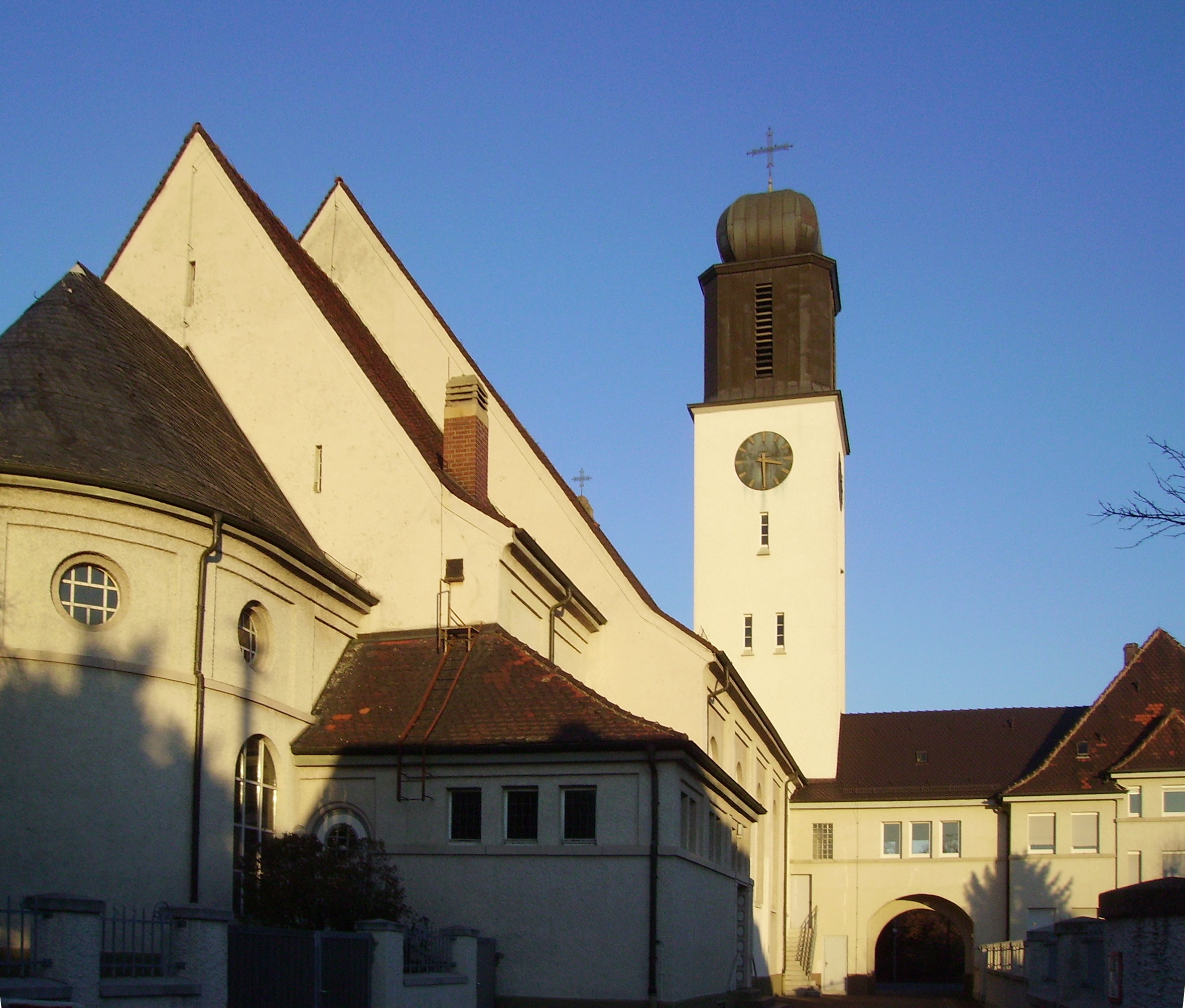
Links die Kirche, rechts das Pfarrhaus

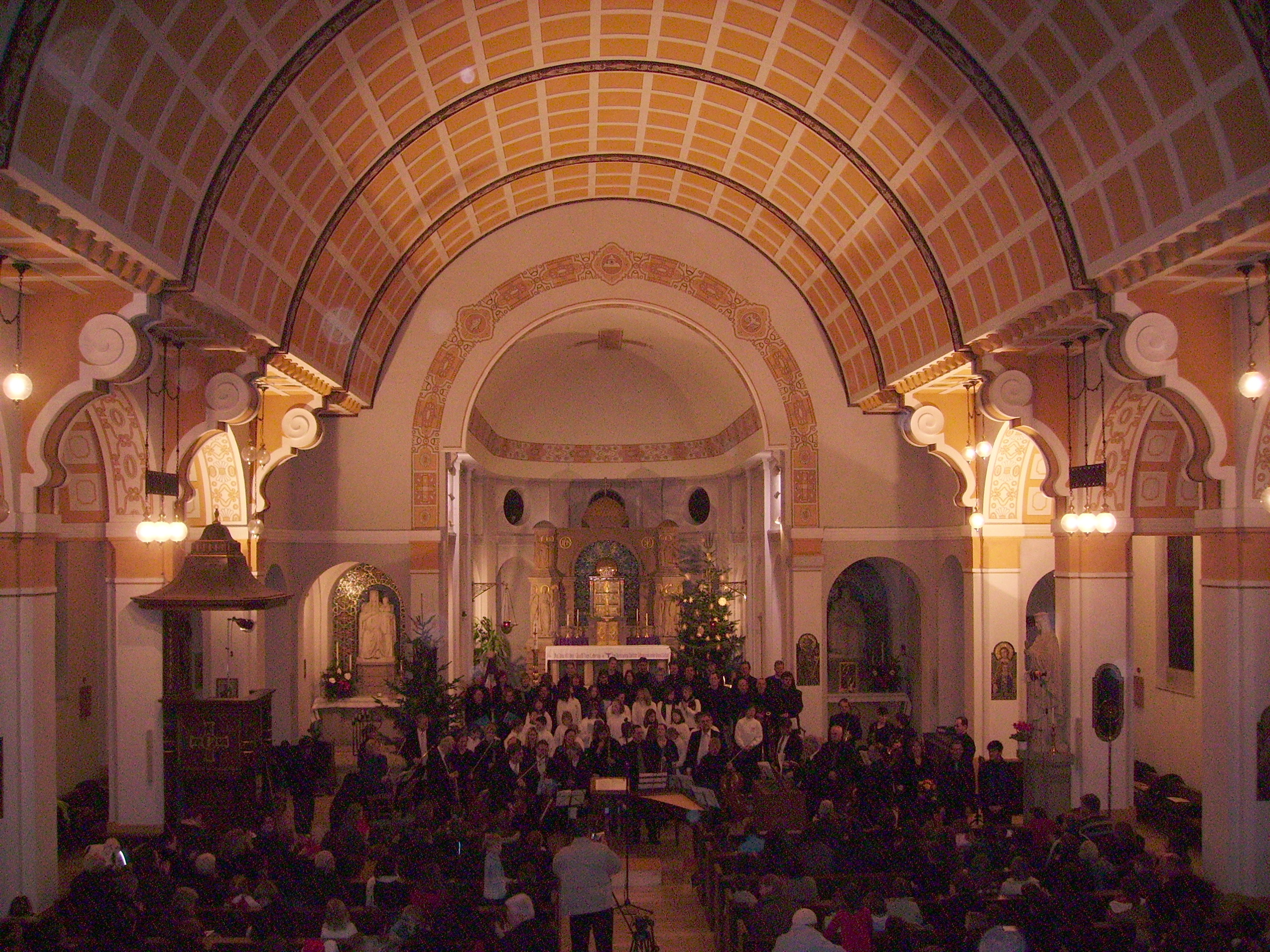
Innenraum

Die St.-Joseph-Kirche steht im Nordwesten von Rheingönheim. Der gestaffelte Außenbau ist im Heimatstil gehalten. Im Innern findet sich Jugendstil mit neuromanischen Anklängen. Die dreischiffige Hallenkirche ist 18 Meter breit und 44 Meter lang. Der haubenbekrönte Fassadenflankenturm ist 34 Meter hoch. Zum Gebäudeensemble gehört das Pfarrhaus, das über einen Torbogen mit dem Kirchturm baulich verbunden ist. Im Erdgeschoss des Turms befindet sich die Caroli-Kapelle. Sie erinnert an Pfarrer Wilhelm Caroli, der Pfarrer in Rheingönheim war. Er wurde von den Nationalsozialisten verfolgt und starb im KZ Dachau. Eine Tafel gedenkt an die Gefallenen des Ersten Weltkriegs. Sie wurde aus dem Altarstein angefertigt, der sich in der früheren Simultankirche befand. Die Figuren (Maria, Joseph und Cäcilia) und die Kniebänke stammen aus der Notkirche von 1893.
Das Langhaus wird von einem Tonnengewölbe überspannt, das kassettiert bemalt ist. Der von der Byzantinischen Kunst beeinflusste Hochaltar aus Sandstein ist ein Werk von Jakob Stolz. Die Figuren an den äußeren Säulen des Altars symbolisieren die vier Kardinaltugenden. Am Triumphbogen sind Symbole der Dreifaltigkeit angebracht. Im Zentrum des Altars findet sich der Tabernakel. Die Seitenaltäre sind Maria (links) und Joseph (rechts) gewidmet. Den Zelebrationsaltar und den Ambo schuf 1986 Leopold Hafner.
Die Seitenfenster von 1954 stellen die Zehn Gebote dar. An der Front zeigen zwei Fenster den Patron der Kirche und den der Vorgängerkirche, Joseph und Gallus. Sie wurden, wie alle anderen Fenster nach den Beschädigungen der Kirche, von der Königlich Bayerischen Hofglasmalerei Gustav van Treeck gestaltet. Original erhalten haben sich nur zwei Fenster. Eines in der Caroli-Kapelle, das den Erzengel Michael zeigt, und eines über der Orgelempore, das einen musizierenden Engel darstellt.

### Geläut
Das Geläut besteht aus vier Glocken der Gießerei Schilling. Die Glocken der Schwere und Größe nach sind wie folgt: „Christkönig“ mit 1834 Kilo, „St. Michael“ mit 980 Kilo, „St. Maria“ mit 531 Kilo und „St. Joseph und St. Gallus“ mit 462 Kilo.
| Glocken | Glocken | Glocken |
| Jahr    | kg      | Ton     |
| ------- | ------- | ------- |
| 1956    | 1.834   | des1    |
| 1956    | 980     | f1      |
| 1956    | 531     | as1     |
| 1956    | 462     | b1      |

### Orgel
Die Orgel wurde 1941 von Klais Orgelbau (Bonn) als opus 957 mit mechanischen Trakturen für die St.-Marien-Kirche gebaut. Da diese Kirche 2007 von der griechisch-orthodoxen Gemeinde übernommen wurde und die Orgelmusik in deren Liturgie keine Rolle spielt, wurde das Instrument 2011, umgebaut und erneuert, von Orgelbau Mühleisen (Leonberg) in die St.-Joseph-Kirche in Rheingönheim umgesetzt und damit die pneumatische Kämmerer-Vorgängerorgel von 1923 ersetzt. Hierbei wurde das Schalmey im Schwellwerk durch eine Oboe ersetzt und das Prospekt stark verändert. Sie verfügt heute über 35 Register auf drei Manualen und Pedal. Ihre Windladen sind als Schleifladen ausgeführt. Die Disposition lautet:
| I Hauptwerk C–g3 |                 |     |
| 1.               | Principal       | 16′ |
| 2.               | Octave          | 08′ |
| 3.               | Holzflöte       | 08′ |
| 4.               | Gemshorn        | 08′ |
| 5.               | Superoctave     | 04′ |
| 6.               | Hohlflöte       | 04′ |
| 7.               | Rauschquinte II |     |
| 8.               | Mixtur IV–V     |     |
| 9.               | Trompete        | 08′ |

| II Positiv C–g3 |                |    |
| 10.             | Rohrflöte      | 8′ |
| 11.             | Salicional     | 8′ |
| 12.             | Principal      | 4′ |
| 13.             | Blockflöte     | 4′ |
| 14.             | Schwegel       | 2′ |
| 15.             | Terzian II     |    |
| 16.             | Scharff III–IV |    |
| 17.             | Krummhorn      | 8′ |

| III Schwellwerk C–g3 |                |        |
| 18.                  | Stillgedeckt   | 16′    |
| 19.                  | Principal      | 08′    |
| 20.                  | Bordunalflöte  | 08′    |
| 21.                  | Querflöte      | 04′    |
| 22.                  | Nasard         | 02 ⁄3′ |
| 23.                  | Waldflöte      | 02′    |
| 24.                  | Sesquialter II |        |
| 25.                  | Cymbel IV      |        |
| 26.                  | Oboe           | 08′    |
|                      | Tremulant      |        |

| Pedal C–f1 |               |     |
| 27.        | Untersatz     | 32′ |
| 28.        | Principalbass | 16′ |
| 29.        | Subbass       | 16′ |
| 30.        | Zartbass      | 16′ |
| 31.        | Octavbass     | 08′ |
| 32.        | Flötenbass    | 08′ |
| 33.        | Choralbass    | 04′ |
| 34.        | Nachthorn     | 02′ |
| 35.        | Posaune       | 16′ |

- Koppeln: II/I, III/I, III/II, I/P, II/P, III/P